# Interaktiver Ersatzteilkatalog
Interaktive Ersatzteilkataloge (auch elektronische Ersatzteilkataloge genannt) sind elektronisch erzeugte, über Datenträger (CD, DVD, USB-Stick) oder Kommunikationsnetzwerke (Intranet, Internet) verbreitete Ersatzteilkataloge. Sie enthalten alle für die Ersatzteilidentifikation und -bestellung relevanten Daten in verlinkter Form. Bildliche Darstellungen (Explosionszeichnungen, Bilder, 3D-Modelle) sind über sensitive Flächen auf Positionsnummern, auf alphanumerischen Bestellnummern oder auf grafischen Komponenten mit den entsprechenden Informationen in den Stücklisten verbunden. So werden beim Anklicken bestimmter Teile in der Zeichnung/Grafik sofort die zugehörigen Stücklisteninformationen angezeigt. Die Identifikation benötigter Baugruppen oder Teile erfolgt über unterschiedliche Suchfunktionen oder per Navigation im Ersatzteilkatalog. Die Navigation im Katalog erfolgt entweder über einen Strukturbaum, der die hierarchische Struktur des Katalogs – gegliedert in Produkte, Baugruppen und Teile – widerspiegelt, oder über die grafische Darstellung, die das Navigieren – ausgehend von der Übersichtsdarstellung des Produkts – zu den einzelnen Baugruppen und zum benötigten Bauteil per Mausklick erlaubt.
Ein Großteil der interaktiven Ersatzteilkataloge ist mit Bestellfunktion (Warenkorb) versehen.
Für die Erstellung von Ersatzteilkatalogen stehen zum einen Standardsoftwareprodukte zur Verfügung, die je nach Anbieter sehr unterschiedlichen Funktionsumfang und unterschiedliche Anpassungsmöglichkeiten aufweisen. Zum anderen werden Lösungen eingesetzt, die von entsprechenden Dienstleistern kundenspezifisch entwickelt und zum Teil für deren Kunden betrieben werden.
Die Übernahme der Daten in das Katalogsystem kann je nach verwendeter Software und je nach Bedarf automatisiert über Schnittstellen erfolgen (z. B. aus dem ERP, DMS, PDM, CAD-System etc.) oder/und per manueller Dateneingabe. Die abhängig von der Software mehr oder weniger automatisierte Datenaufbereitung erfolgt in einem Redaktionssystem, das je nach Anbieter unterschiedliche Konfigurationsmöglichkeiten bietet.
Elektronische Kataloge können über die Medien CD, DVD, Intranet und Internet bereitgestellt werden. Für die Anzeige und Interaktion in den Katalogen werden für die im Katalog verwendeten Daten entsprechende Viewer beziehungsweise Browser unterstützt. Moderne Katalogsysteme unterstützen die Darstellung von 3D-Modellen mit Interaktion.

## Nutzergruppen
Elektronische Ersatzteilkataloge werden in der Regel von folgenden Nutzergruppen verwendet:
- Anwendern einer Maschine, eines Gerätes oder einer Anlage
- Service-Technikern, Kundendienstmitarbeitern, Service-Organisationen
- Händlern
- Vertriebsorganisationen
- Dokumentationsdienstleistern

## Wesentliche Bestandteile eines elektronischen Ersatzteilkatalogs
Die wesentlichen Bestandteile eines elektronischen Ersatzteilkatalogs sind:
- Bildliche Darstellung (pixelbasierte und/oder vektorbasierte 2D-Darstellungen und/oder axonometrische 3D-Darstellungen oder 3D-Modelle)
- Zugehörige Stücklisten mit Verknüpfung der zur bildlichen Darstellung, Dokumentationsstücklisten
- Hyperlinks zwischen den einzelnen Informationen
- Unterschiedliche Navigationsstrukturen/Suchfunktionen
- Kopplung an ein Anfrage-/Bestellsystem

## Standardfunktionalität
- Stufenloses Zoomen
- Integration Bild/Stückliste
- Unterschiedliche Sortierung
- Integration von Dokumenten
- Warenkorb
- Preis- und Verfügbarkeitsanzeige
- Varianten- und Versionsmanagement
- Suche im gesamten Katalog (Stücklisten)
- Volltextsuche in der Dokumentation (integrierte beschreibende Dokumente wie Reparaturanleitungen, Aufbauanweisungen etc.)

## Bildformate
- 2D Rasterformate: GIF, JPG, PNG oder TIF
- 2D Vektorformate: SVG, HP-GL/2 Hewlett-Packard Graphics Language, (Web-)CGM
- 3D Vektorformate: XVL, JT, VRML (Virtual Reality Markup Language), SMG (CATIA Composer), IsoDraw-Dateiformat

## Vorteile für die Hersteller von Ersatzteilkatalogen
Elektronische Ersatzteilkataloge optimieren die Prozesse bei der Katalogerstellung und -aktualisierung. Der Zeit- und Kostenaufwand gegenüber dem konventionellen Verfahren wird auf bis zu 60 % gesenkt.
Die Einsparungen beruhen im Wesentlichen auf folgenden Faktoren:
- Zentrale Datenorganisation in der Katalogdatenbank mit Anbindung der Datenquellen (ERP etc.)
- Automatisierung des Datenimports (bei Aktualisierungen fließen Datenänderungen im führenden System – i. d. R. ERP – direkt in die Datenbank und damit in die Kataloge ein)
- Automatisierung der Datenaufbereitung/Katalogerstellung
- Ein einziger Datenbestand für alle Medien
- Flexible Mehrfachverwendung des Datenmaterials

## Vorteile für die Anwender von elektronischen Ersatzteilkatalogen
- Alle Ersatzteilinformationen in einem System vereint und verlinkt
- Das aufwändige Suchen in umfangreichen Papierkatalogen entfällt
- Kürzere Suchzeiten
- Bessere Treffsicherheit bei der Identifikation benötigter Teile
- Vereinfachung der Bestellung von Ersatzteilen
- Integration in den digitalen Afer-Sales-Prozess als elementarer Baustein

## Kriterien zur Beurteilung von Ersatzteilkatalogsystemen
- Funktionalität – Welchen Funktionalität bietet der Viewer (Bildformate, Antialiasing, Interaktion, Suche, Sortierung, …)
- Technologie – auf welcher Technologie basiert die Software (Open-Source Technologien, Java, Microsoft .NET, …)
- Mehrsprachigkeit mit Unterstützung des Unicode-Standards
- Integrationsfähigkeit – Wie und in welchem Umfang werden bestehende betriebswirtschaftliche Systeme eingebunden, vor allem Schnittstellen computer-aided design (CAD) und Enterprise Resource Planning (ERP)
- Variante Stücklisten – In welcher Form können Varianten und Versionen abgebildet werden?
- Administrationsfähigkeit – Wie einfach und flexibel lässt sich das System gestalten/administrieren?
- Zukunftssicherheit – Wie zukunftssicher sind die getätigten Investitionen, die weit über die Softwareanschaffung hinausgehen?
- Rentabilität – Wie teuer ist die Lösung im Sinne von Total Cost of Ownership?
- Medium – über welches Medium sollen die Daten genutzt werden (CD-ROM, Intranet, Internet, …)?

## Historisches
Eines der ersten elektronischen Ersatzteilkatalogsysteme war das System DICSY (Digital Catalogue System), das von einem Wiener Softwarehaus 1986 vorerst unter MS-DOS und später unter Windows entwickelt wurde. Heute gibt es zahlreiche CD- und internetbasierende Systeme, die vergleichbare bzw. weiterentwickelte Funktionalität aufweisen. Neuester Trend ist die Integration von 3D-Darstellungen mit Animationen und Schaltplänen (Elektrodokumentation, Hydraulikpläne etc.) in den Ersatzteilkatalog in Internet-Portalen, die als responsiveness Applikationen auch für mobile Endgeräte den Zugang ermöglichen. Ersatzteilkataloge sind heute ein fester Bestandteil des digitalen Afer-Sales-Berechs, der zwischen Hersteller und Händler bzw. Serviceegeber abgebildet wird. Der After-Sales-Prozess verbindet die Ersatzteilbestell und -logistik, mit dem Garantiewesen, Rückholaktionen, Recall-Aktionen, Service-Intervallen und Service-Qualitäten (z. B. Dichtigkeitsprüfungen bei Caravans) bis hin zum Schulungsportal oder Mediathek. Ein Vorreiter in diesem Bereich der digitalen Transformation ist die Softwarefirma TEF Dokumentation aus Ravensburg.